# Anna Jlistunova
Anna Serhivna Jlistunova –en ucraniano, Анна Сергіївна Хлістунова– (Rivne, URSS, 27 de febrero de 1988) es una deportista ucraniana que compitió en natación, especialista en el estilo braza.
Ganó una medalla de bronce en el Campeonato Mundial de Natación de 2007, una medalla de oro en el Campeonato Europeo de Natación de 2006 y una medalla de oro en el Campeonato Europeo de Natación en Piscina Corta de 2006, las tres en la prueba de 100 m braza.

## Palmarés internacional
| Campeonato Mundial                  | Campeonato Mundial    | Campeonato Mundial | Campeonato Mundial |
| Año                                 | Lugar                 | Medalla            | Prueba             |
| ----------------------------------- | --------------------- | ------------------ | ------------------ |
| 2007                                | Melbourne (Australia) | Medalla de bronce  | 100 m braza        |
| Campeonato Europeo                  |                       |                    |                    |
| Año                                 | Lugar                 | Medalla            | Prueba             |
| 2006                                | Budapest (Hungría)    | Medalla de oro     | 100 m braza        |
| Campeonato Europeo en Piscina Corta |                       |                    |                    |
| Año                                 | Lugar                 | Medalla            | Prueba             |
| 2006                                | Helsinki (Finlandia)  | Medalla de oro     | 100 m braza        |